# Pliomelaena callista
Pliomelaena callista är en tvåvingeart som först beskrevs av Erich Martin Hering 1941.  Pliomelaena callista ingår i släktet Pliomelaena och familjen borrflugor. Inga underarter finns listade i Catalogue of Life.